# Blake Stone: Aliens of Gold
 (mai 2018).
Si vous disposez d'ouvrages ou d'articles de référence ou si vous connaissez des sites web de qualité traitant du thème abordé ici, merci de compléter l'article en donnant les références utiles à sa vérifiabilité et en les liant à la section « Notes et références ».
Blake Stone: Aliens of Gold est un jeu de tir à la première personne proche de Wolfenstein 3D développé par JAM Productions et édité par la société Apogee Software  sorti le 5 décembre 1993. Il utilise le même moteur de jeu avec quelques améliorations. C'est un jeu de science-fiction futuriste.

## Système de jeu
Ce jeu avait trois particularités qui le démarque de tous les autres jeu de tir à la première personne (FPS) :
- tous les personnages ne sont pas « à tuer », certains donnent des informations sur le déroulement du jeu ;
- certains ennemis, les fantômes, ne peuvent être définitivement tués car ils se régénèrent mais restent dans des zones précises ;
- une fois un niveau fini, on passe au suivant… mais on peut revenir à chacun des niveaux finis.

L'intérêt des deux dernières particularités est de permettre au jeu de ne pas avoir de score maximum. Une fois tous les ennemis (normaux) tués, tous les passages secrets trouvés, on peut revenir dans les niveaux précédents pour recharger les armes, reprendre de la vie et continuer à affronter des fantômes.